# Emil Tichay
Emil Tichay (Praga, 24 luglio 1899 – ...) è stato un calciatore cecoslovacco, di ruolo difensore.

## Carriera

### Nazionale
Il 28 giugno 1922 debutta contro la Jugoslavia (4-3).